# Lavoir de Harinsart
L'ancien lavoir de Harinsart  ou d'Harinsart est un édifice public classé du village de Harinsart faisant partie de la commune belge de Habay dans la province de Luxembourg, en Wallonie.

## Localisation
Le bâtiment se situe dans la localité gaumaise de Harinsart, au carrefour de la rue de Grimodé (route nationale 879) et la rue de la Prairie, à côté et perpendiculairement à la maison située au no 2A de la rue de Grimodé.

## Architecture
L'ancien lavoir, d'une dimension approximative de 8 m sur 6 m, a été édifié en 1896 en moellons de schiste recouverts d'un enduit. Le bâtiment est construit sous une toiture d'ardoises à deux pans. Il est constitué de trois murs sans ouvertures. Seule, le côté sud est complètement ouvert  mais protégé par un garde-corps en bois et des piliers cimentés à sommet pyramidal. Ce côté sud est consolidé par une colonne de fonte et est garni d'une boiserie dentelée placée sous la corniche. L'intérieur possède deux bacs de lavoir en pierre calcaire. Deux autres bacs en pierre calcaire sont placés à l'avant de la façade sud. Ils servaient autrefois d'abreuvoirs au bétail et aux chevaux.

## Classement
Le lavoir est repris sur la liste du patrimoine immobilier classé de Habay depuis le 6 janvier 1983.